# Prefectura
El terme prefectura ha estat emprat per denominar un òrgan de govern o àrea territorial des dels temps de l'emperador romà Constantí I, el qual va dividir l'imperi en quatre prefectures, cadascuna dividida en diòcesi. De forma similar a un estat o una ciutat, tenien un ampli autogovern, encara que li devíen fidelitat a Roma. El prefecte era el cap de la prefectura.
El 17 d'abril de 1810, Josep Bonaparte va dividir Espanya en trenta-vuit prefectures en substitució dels corregiments. No van arribar a ser del tot efectives a causa dels esdeveniments de la guerra del Francès. Es van suprimir el 1814 amb el retorn de Ferran VII.
Al Principat es van preveure quatre prefectures que no van arribar a ser efectives, ja que el territori es va incorporar a l'imperi francès. Els límits no coincidien amb les províncies posteriors:
- Prefectura de Barcelona, incloïa el Solsonès.
- Prefectura de Girona, incloïa Osona.
- Prefectura de Lleida, incloïa la Franja de Ponent.
- Prefectura de Tarragona, incloïa les Garrigues, l'Urgell, la Segarra i bona part dels Ports i el Baix Maestrat.

Al País Valencià es van constituir dues prefectures:
- Prefectura d'Alacant, incloïa territoris que avui són a les províncies de Múrcia i d'Albacete.
- Prefectura de València, incloïa part de la província de Conca.

## Altres països
- Al Quebec (Canadà), el prefecte és un escollit que dirigeix una "municipalitat regional del comtat".
- El Japó està dividit en 47 prefectures.
- Madagascar compta amb sis províncies, subdividides en prefectures, subprefectures y cantons.
- El Marroc es divideix en 62 províncies i 13 prefectures urbanes.
- Grècia està formada per 13 regions administratives que se subdivideixen en 51 prefectures (grec: νομοί, singular - νομός)
- Albània s'organitza en 12 prefectures (prefekturë) també anomenades comtats (qark).
- Togo, les regions se subdivideixen en 35 prefectures.